# Roberto Moreira
Roberto Duarte Dias Moreira (* 29. April 1965 in Fortaleza) ist ein ehemaliger brasilianischer Beachvolleyballspieler. Er gewann 1992 Silber beim Demonstrationswettbewerb der Olympischen Spiele.

## Karriere
Die internationale Karriere des in der Hauptstadt des Bundesstaates Ceará geborenen Sportlers begann beim dritten Event der ersten FIVB World Tour im Februar 1990 in Rio de Janeiro an der Seite von  Eduardo Garrido. Das Resultat war der fünfte Rang. In der folgenden Saison gewannen sie als Dritte ihre erste Medaille in Lignano und wurden Sechste auf Enoshima. Ein Spieljahr später folgten in Almeria ein weiterer Einzug in die Vorschlussrunde und in der zweitgrößten Stadt Brasiliens die zweite Bronzemedaille. Noch erfolgreicher verlief die Spielzeit 1992/93. Das Duo erreichte sein erstes Endspiel beim Demonstrationswettbewerb im Anschluss an die Olympischen Spiele in Barcelona, der am Strand von Almería ausgetragen wurde und eine Woche später das Finale von Lignano. Bevor im Sommer 1993 eine weitere Silbermedaille in Enoshima hinzu kam, konnten die Brasilianer noch Bronze bei den World Games in den Niederlanden erkämpfen. Im folgenden Jahr standen sie sowohl auf der japanischen Halbinsel als auch im puerto-ricanischen Carolina in der Vorschlussrunde und in Fortalezza auf dem siebten Platz. 1996 wurden sie Neunte in Marbella und Fünfte beim C&S Italy Challenger in Agrigent. Anschließend trennten sich die Wege.
Moreira bestritt danach noch einige Turniere mit verschiedenen Partnern. Mit Fred wurde er im Oktober in seinem Geburtsort Dreizehnter, mit Ricardo belegte er in der folgenden Saison an gleicher Stelle den siebzehnten Rang. Im Dezember 1998 stand er noch einmal gemeinsam mit Garrido auf dem Volleyballfeld. Beim Vitória Open scheiterte das ehemals erfolgreiche Paar jedoch schon in der Qualifikation. Mit Marco Freitas trat Moreido zwei Jahre später noch einmal bei einem FIVB Event an. Beim C&S Lausanne Satellite, bei dem sein ehemaliger Teamgefährte weitere zwei Jahre später letztmalig als Aktiver im Sand baggerte und schmetterte, beendete auch Roberto Moreira seine aktive Karriere.